# Trattato di Dardano
Il trattato di Dardano fu stipulato nell'omonima città della Troade, durante l'estate dell'85 a.C., tra Silla e Mitridate VI, per sancire le condizioni di pace al termine della prima guerra mitridatica.

## Contesto storico
Con l'arrivo di Lucio Cornelio Silla in Grecia nell'87 a.C. le sorti della guerra contro Mitridate cambiarono a favore dei Romani. Silla ottenne infatti numerosi ed importanti successi, prima ad Atene nel marzo dell'86 a.C., poi al Pireo, a Cheronea, dove secondo Tito Livio caddero ben 100.000 armati del regno del Ponto, ed infine ad Orcomeno.
Contemporaneamente, agli inizi dell'85 a.C., il prefetto della cavalleria, Flavio Fimbria, dopo aver ucciso il proprio proconsole, Lucio Valerio Flacco, a Nicomedia prese il comando di un secondo esercito romano. Quest'ultimo si diresse anch'egli contro le armate di Mitridate, in Asia, uscendone più volte vincitore, riuscendo a conquistare la nuova capitale di Mitridate, Pergamo, e poco mancò che non riuscisse a far prigioniero lo stesso re. Intanto Silla avanzava dalla Macedonia, massacrando i Traci che sulla sua strada gli si erano opposti.
(Appiano, Guerre mitridatiche, 54.)
Poiché Silla non disponeva ancora di alcuna nave, poiché da Roma non era arrivato denaro o qualsiasi altra forma di aiuto, ma al contrario era stato dichiarato fuorilegge; poiché Silla aveva già speso i soldi che aveva preso dai templi della Pizia, di Olimpia e di Epidauro, in cambio dei quali egli aveva loro assegnato la metà del territorio di Tebe, a causa delle sue frequenti defezioni, ma soprattutto poiché aveva la necessità di far ritorno a Roma con il suo esercito contro la fazione a lui ostile, acconsentì alla proposta del re del Ponto e dettò le sue condizioni di pace:
(Appiano, Guerre mitridatiche, 55.)
Queste furono le condizioni che Silla offrì. Archelao si ritirò velocemente da quei luoghi e sottopose tutte le condizioni della resa a Mitridate. Poco dopo gli ambasciatori di Mitridate tornarono da Silla con la risposta: il re del Ponto accettava tutte le condizioni del trattato di pace ad eccezione di quelle relative alla Paflagonia. Gli emissari del re aggiungevano che Mitridate avrebbe ottenuto condizioni migliori se avesse negoziato con il console Lucio Valerio Flacco. La cosa offese non poco Silla, il quale disse agli emissari del re che avrebbe raggiunto Mitridate in Asia per capire se voleva veramente la pace o la guerra. Secondo Plutarco fu lo stesso Mitridate a richiedere l'incontro a causa dell'attività bellica di Fimbria in Asia. Cercava in Silla un alleato.
Il comandante romano marciò attraverso la Tracia, via Cypsella, dopo aver inviato Lucio Licinio Lucullo ad Abido, giunto da poco, dopo aver rischiato più volte di essere catturato da parte dei pirati. Quest'ultimo era riuscito a raccogliere una flotta composta da navi provenienti da Cipro, Fenicia, Rodi e Panfilia. Aveva devastato gran parte delle coste nemiche scontrandosi con le navi pontiche. E mentre Silla avanzava da Cypsella, Mitridate marciava da Pergamo.

## L'incontro di Dardano tra Silla e Mitridate

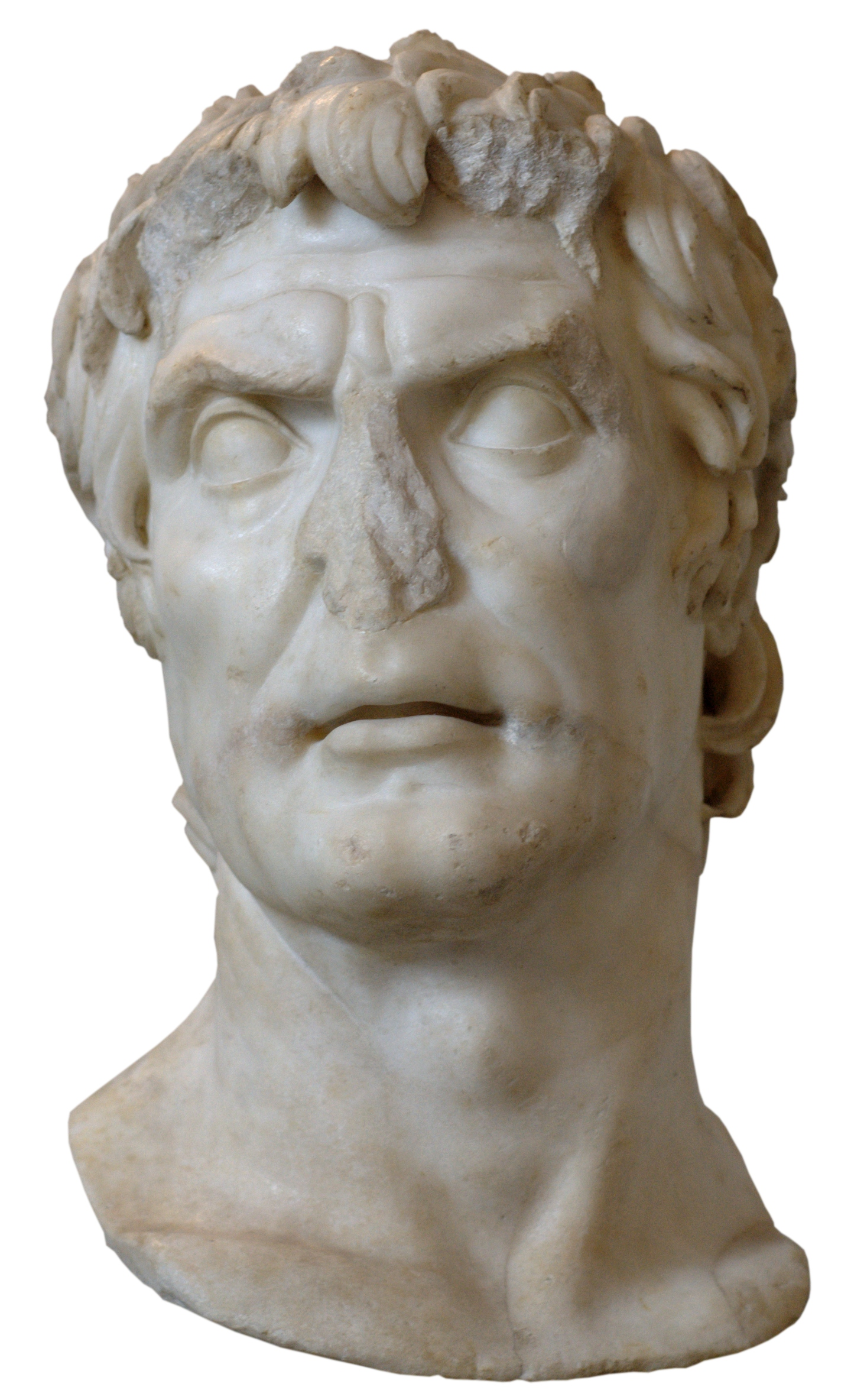
Busto di Lucio Cornelio Silla.

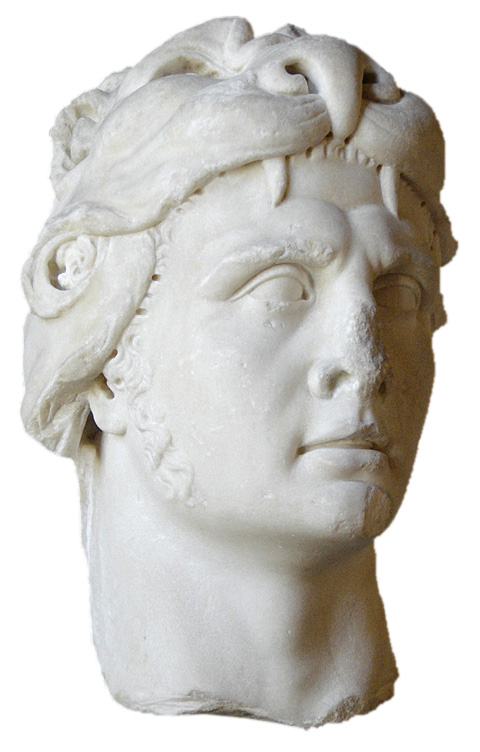
Mitridate raffigurato in una statua romana del I secolo, oggi al museo del Louvre.

A circa metà strada, a Dardano, si incontrarono per una conferenza di pace. Ognuno di loro aveva con sé una piccola forza militare: Mitridate 200 navi ad un solo ordine di remi, 20.000 opliti, 6.000 cavalieri ed un grosso nucleo di carri falcati; Silla invece, 4 coorti e 200 cavalieri. Mitridate cominciò a parlare, raccontando di suo padre, della sua amicizia ed alleanza con i Romani. Poi accusò ambasciatori e generali romani di averlo provocato, procurandogli un danno, avendo messo sul trono di Cappadocia Ariobarzane I, privandolo poi della Frigia, e dando ragione al re Nicomede IV di Bitinia. Egli giustificò così il suo attacco alle province romane come legittima difesa, dovuto più ad una necessità che ad una sua reale volontà.
Silla replicò in modo assai duro:
(Appiano, Guerre mitridatiche, 57.)
Silla continuò rinfacciando a Mitridate il fatto di aver scelto il tempo giusto per tradire l'alleanza con Roma, impegnata nella guerra sociale in Italia e occupare, quindi, i regni clienti di Ariobarzane, Nicomede e della Galazia, la Paflagonia ed infine la stessa provincia romana d'Asia. Rammentò a Mitridate di aver compiuto anche tutta una serie di soprusi sulle città occupate.
(Appiano, Guerre mitridatiche, 58.)
E mentre Silla stava ancora parlando con veemenza, il re cedette alle sue paure e acconsentì ai termini della resa che gli erano stati mostrati da Archelao.
(Plutarco, Vita di Silla, 24.3.)
Decise quindi di consegnare le navi e tutto ciò che era stato richiesto, e tornò nel suo regno paterno del Ponto, come suo possesso esclusivo. E così la prima guerra tra i Romani e Mitridate ebbe fine.

## Condizioni del trattato
Tale trattato di pace consentì a Mitridate di evitare una totale disfatta e, probabilmente, anche la perdita della vita. Silla, infatti, fremeva dalla voglia di tornare a Roma per riaffermare il proprio potere.
(Floro, Compendio di Tito Livio, I, 40.11-12.)
Si chiedeva inoltre la consegna di:
(Appiano, Guerre mitridatiche, 55.)
Plutarco aggiunge alle condizioni riportate poco sopra da Appiano e Livio, il versamento ai Romani di 2.000 talenti, la consegna di 70 navi con le prore di bronzo, complete di equipaggiamento e 500 arcieri.

## Conseguenze
La pace vide così l'antico rivale ora trasformato in "amico del popolo romano". Un espediente per poter tornare nella capitale a risolvere i problemi interni.
(Floro, Compendio di Tito Livio, I, 40.11-12.)